# Dyjsko-svratecký úval
Dyjsko-svratecký úval je geomorfologický celek na jižní Moravě v geomorfologické oblasti Západních Vněkarpatských sníženin.

## Popis
Úval tvoří sníženina s plochým profilem vyplněná třetihorními a čtvrtohorními usazeninami, nivy a terasy řek Dyje, Jevišovky, Jihlavy a Svratky se sprašemi. Nejvyšší a výrazný vrchol tvoří Výhon (355 m n. m.), nejnižší bod (kolem 170 m n. m.) je v oblasti Novomlýnských jezer.
Úval vyplňuje jihovýchod okresu Znojmo, severozápadní okraj okresu Břeclav a jižní část okresu Brno-venkov, na jeho okraji se nacházejí i města Znojmo a Brno. Na severozápadě je ohraničen Jevišovickou pahorkatinou a Bobravskou vrchovinou, na severu Drahanskou vrchovinou, zatímco na jihovýchodě je Ždánickým lesem a Mikulovskou vrchovinou oddělen od Dolnomoravského úvalu. Na severovýchodě je Vyškovskou bránou propojen s Hornomoravským úvalem. V jižní části přesahuje do Rakouska.
Krajina úvalu je převážně polní, mimo nivy téměř bezlesá. Patří mezi nejsušší oblasti Česka. Jednalo se o jedinou oblast hnízdění kriticky ohroženého dropa velkého v Česku, v současnosti už hnízdění není prokázáno.
Do roku 1945, tedy konce druhé světové války, byla většina úvalu (zhruba západně od Svratky) obydlena převážně Němci, v okolí Novosedel také Chorvaty. Dnes je oblast z většiny řídce zalidněnou periferií, pouze na severu sem zasahuje jižní předměstí Brna.